# Assembleia Nacional do Vietnã
A Assembleia Nacional da República Socialista do Vietnã (vietnamita: Quốc hội nước Cộng hoà xã hội chủ nghĩa Việt Nam) é o poder legislativo unicameral do Vietnã. A assembleia é constituída por 500 membros eleitos para um mandato de cinco anos.
A Constituição do Vietnã reconhece a assembleia como "o mais alto órgão do poder estatal". A assembleia indica o presidente (chefe de estado), o primeiro-ministro (chefe de governo), o chefe de justiça da Suprema Corte Popular do Vietnã, o chefe da Suprema Procuradoria Popular do Vietnã e 21 membros do governo. No entanto, o Partido Comunista do Vietnã possui grande influência sobre o poder executivo e exerce seu controle por meio do Comitê Central de 150 membros que elegem o politburo de 15 membros em congressos nacionais do partido realizados a cada cinco anos. Os membros do partido ocupam todos os cargos de alto escalão do governo.
Constitucionalmente, a Assembleia Nacional é a mais alta organização governamental e o mais alto órgão representativo do povo. Possui o poder de redigir, adotar e emendar a constituição e retificar leis. Também tem a responsabilidade de legislar e implementar planos e orçamentos estaduais. Por meio de seus seus poderes constitucionais define seu próprio papel e os papéis do presidente, do governo, dos conselhos e comitês populares, da Suprema Corte Popular e da Suprema Procuradoria Popular. A assembleia pode eleger e destituir ministros do governo, o chefe de justiça da Suprema Corte Popular e o procurador-geral da Suprema Procuradoria Popular. Além disso, possui o poder de iniciar ou concluir guerras e de assumir outras funções e deveres que julgar necessários. O mandato dos membros da Assembleia Nacional é de cinco anos e as reuniões são convocadas duas vezes por ano, ou mais frequentemente se convocadas pela Comissão Permanente da Assembleia Nacional.